# Port Grosvenor

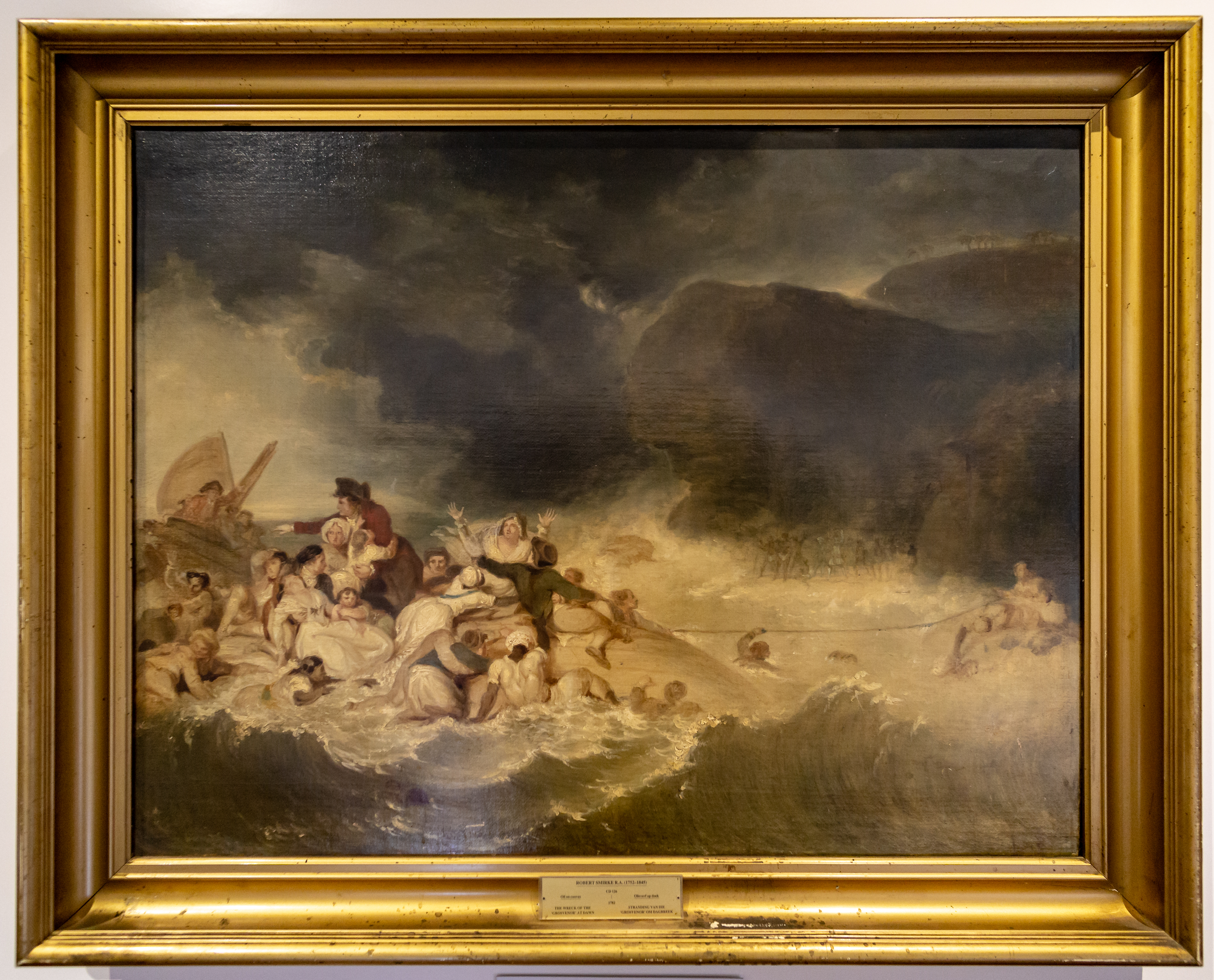
Robert Smirke: Der Schiffbruch der 'Grosvenor'

Port Grosvenor war ein Küstenort und Hafen an der Wild Coast in Pondoland (Südafrika). Er liegt in der Nähe der Unglücksstelle des Ostindienfahrers Grosvenor, der 1782 Schiffbruch erlitt. Der Hafen wurde nur in den Jahren 1885 und 1886 betrieben. Der Seehandel mit Pondoland konzentrierte sich weiter auf den südlich gelegenen Hafen Port St. Johns, der seit 1878 Teil der Kapkolonie war.

## Geschichte
Der Bau von Port Grosvenor geht auf Kapitän Sidney Turner zurück, der 1867 zusammen mit seinem Schwiegervater Walter Compton 240 Hektar Land an der Südküste der Kolonie Natal gekauft hatte. Turner hatte den ersten Bergungsversuch der Grosvenor gestartet, wie am 20. Mai 1880 von der Zeitung Natal Mercury berichtet wurde. Turner und ein Freund, Artillerie-Leutnant Beddoes, waren mit dem Schiff Adonis nach Port St. Johns aufgebrochen, hatten das Wrack erreicht und begannen, die umliegenden Felsen mit Dynamit zu sprengen.
Zu Beginn des Jahres 1885 schloss das lokale Oberhaupt Mqikela, das mit der britischen Kolonialregierung unzufrieden war und seinen eigenen Hafen aufbauen wollte, mit Turner einen Vertrag. Darin wurde Turner über 8000 Hektar Land einschließlich der Küstenlinie, an der das Wrack der Grosvenor lag, zugestanden. Im Gegenzug sollte Turner einen geeigneten Standort für einen Hafen auswählen und die notwendigen Bauarbeiten vornehmen. Als Ort wurde die Mündung des Flusses Tezana an der Lambasibucht in der Nähe des Wracks der Grosvenor ausgewählt. Turner nannte ihn daher Port Grosvenor.
Als Hafenkapitän erhob Turner Nutzungsgebühren und verwaltete den Hafen samt Lotsen. Turner war aufgrund seiner finanziellen Lage gezwungen, sich mit dieser Situation abzufinden, da er seine Frau und Familie mit – seit 1884 – sieben Kindern zu versorgen hatte. Trotz der Einwände der Kolonialregierung wurde der Hafen 1885 offiziell eröffnet. Obwohl die Regierung der Kapkolonie noch keine Gerichtsbarkeit in der Region hatte, erklärte sie später das Konzessionsrecht von Turner für rechtswidrig. Die Familie zog nach Port St. Johns. Das letzte Schiff, das 1886 in Port Grosvenor ankam, war der Schleppdampfer Somtseu.
Bei Port Grosvenor lag die landwirtschaftliche Versuchsstation Lambas (auch Lombaas) der Deutschen Pondoland-Gesellschaft, gegründet von Franz Bachmann und Konrad Beyrich. Heute befindet sich hier eine Lodge für Touristen.